# Krutiec (wołost Szełonskaja, dawna wołost Stankowskaja)
Krutiec (ros. Крутец) – wieś (ros. деревня, trb. dieriewnia) w zachodniej Rosji, w wołosti Szełonskaja (osiedle wiejskie) rejonu diedowiczskiego w obwodzie pskowskim.

## Geografia
Miejscowość położona jest w dorzeczu rzeki Płowiec, 30,5 km od centrum administracyjnego osiedla wiejskiego (Dubiszno), 32,5 km od centrum administracyjnego rejonu (Diedowiczi), 129 km od stolicy obwodu (Psków).

## Demografia
W 2010 r. miejscowość zamieszkiwało 10 osób.